# Bematistes moroga
Bematistes moroga är en fjärilsart som beskrevs av Carpenter och Jackson 1950. Bematistes moroga ingår i släktet Bematistes och familjen praktfjärilar. Inga underarter finns listade i Catalogue of Life.